# اسکور (ماهواره)
اِسکور (انگلیسی: SCORE) با نام کامل مخابرهٔ سیگنال به‌واسطهٔ تجهیزات بازپخش مداری (انگلیسی: Signal Communications by Orbiting Relay Equipment) نخستین ماهواره مخابراتی جهان بود که به‌طور هدفمند ساخته شد. ماهوارهٔ اسکور که با یک راکت اتلس آمریکایی در ۱۸ دسامبر ۱۹۵۸ پرتاب شد، امکان انجام دومین آزمایش یک سامانهٔ بازپخش مخابراتی در فضا (که نخستین مرحلهٔ آن توسط ماهوارهٔ پایونیر ۱ متعلق به نیروی هوایی آمریکا/ناسا انجام شده‌بود)، نخستین پخش صدای انسان از فضا، و نخستین کاربرد موفق راکت اتلس به‌عنوان وسیلهٔ پرتاب ماهواره را فراهم کرد. این ماهواره به‌واسطهٔ پخش یک پیام کریسمس از سوی دوایت آیزنهاور، رئیس‌جمهور ایالات متحده با استفاده از موج کوتاه و از طریق یک ضبط صوت نصب‌شده بر روی ماهواره، توجه جهان را به خود جلب کرد. این ماهواره در میان عوام با نام «اتلس سخنگو» به شهرت رسید. ماهوارهٔ اسکور، در قالب یک استراتژی ژئوپلیتیک، و به‌عنوان پاسخی کاربردی به ماهواره‌های اسپوتنیک-۱ و اسپوتنیک-۲، ایالات متحده را در سطحی یکسان با اتحاد جماهیر شوروی قرار داد.

## پیش‌زمینه
تلاش‌های شش‌ماهه نخستین تلاش‌های آژانس پروژه‌های پژوهشی پیشرفته (که در آن زمان تازه‌تأسیس بود و اکنون با نام دارپا شناخته می‌شود) به رهبری روی جانسون بود و نشان داد که وجود یک گروه کوچک با تمرکز و توانایی بالا به‌همراه منابع متناسب، روشی ایدئال برای دستیابی به پیشرفت‌های فناورانه و علمی لازم برای کسب موفقیت در مسابقهٔ در حال ظهور فضانوردی در جهان است.
ماهوارهٔ اسکور دارای اهداف فنی دولایه بود. علاوه بر نشان‌دادن این که موشک اتلس قادر به پرتاب محمولهٔ ماهواره‌ای است، جرم خودِ محموله نیز چند صد برابر بیشتر از سایر ماهواره‌های پیشین ایالات متحده متحده بود. این برنامه توانست امکان‌پذیر بودن انتقال پیام‌هایی از یک ایستگاه زمینی به یک یا چند ایستگاه زمینی دیگر از طریق اتمسفر فوقانی زمین را به اثبات برساند. نتیجهٔ این برنامه، که از تکنیک‌های بی‌درنگ و ذخیره و ارسال استفاده می‌کرد، یک پیشرفت علمی بزرگ بود که نشان داد که ماهواره‌های مخابراتی فعال قادر به فراهم کردن روشی برای انتقال پیام‌ها از یک نقطه به نقاط دیگری بر روی زمین هستند.

## فضاپیما
ماهوارهٔ اسکور، که متعلق به نیروی زمینی ایالات متحده بود، در واقع یک ماهوارهٔ اتلس به طول ۲۴٫۳ متر (۸۰ فوت) و قطر ۳٫۱ متر (۱۰ فوت) بود که به‌عنوان بستری برای آزمایش بازپخش مخابراتی مورد استفاده قرار گرفت و بندهٔ فضاپیما نقض آنتن را ایفا می‌کرد. هدف این ماهواره، نشان دادن امکان‌پذیری و کشف مشکلات مرتبط با بهره‌برداری از یک سامانهٔ ارتباطات ماهواره‌ای بود. این ماهواره حامل پیام‌های ضبط‌شده بر روی یک ضبط صوت بود که برای ارسال پیام تبریک کریسمس از سوی دوایت آیزنهاور مورد استفاده قرار گرفت. عملکرد اسمی این ماهواره با فعالیت به‌مدت ۱۲ روز، عمر مداری برنامه‌ریزی‌شده به‌مدت ۲۰ روز، و عمر مداری واقعی برابر با ۳۴ روز همراه بود. علامت ردیابی اسکور در بسامد ۱۰۸ مگاهرتز کار می‌کرد.
بستهٔ مخابراتی اسکور توسط کنت مسترمن-اسمیت، مهندس پژوهش ارتباطات نظامی، به‌همراه سایر کارکنان قرارگاه پژوهش و توسعه سیگنال نیروی زمینی ایالات متحده در دژ مونموث، نیوجرسی طراحی و ساخته شد. این برنامه در چنان سطحی از محرمانگی به اجرا درآمد که تنها ۸۸ نفر از وجود آن مطلع بودند. تا پیش از تاریخ پرتاب ماهوارهٔ اسکور، به ۵۳ نفر از این افراد گفته شده‌بود که این برنامه لغو شده‌است و نباید دربارهٔ وجود آن با دیگران صحبت کنند. این باعث شد که تنها ۳۵ نفر از این افراد، به‌همراه باقی کارکنان مهندسی، از جمله کارکنان بخش پرتاب باقی بمانند که از مأموریت اتلس ۱۰بی اطلاع داشتند و تصور آنان بر این بود که تنها بر روی پروژهٔ پرتاب آزمایشی راکت کار می‌کنند.: ۲۳۶  با این حال، یک شب پیش از پرتاب راکت، در یک نشست خبری از جان ای. کلارک، معاون مدیر آرپا، سؤال شد که آیا می‌تواند وجود صدای آیزنهاور در ضبط صوت را رد کند یا خیر. او در پاسخ گفت «خیر» و گزارش‌های خبری آن روز حاکی از آن بودند که صدای مورد اشاره احتمالاً صدای رئیس‌جمهور است.

## مخابره سیگنال به‌واسطه تجهیزات بازپخش مداری
این برنامه که نسختین آزمایش ماهوارهٔ مخابراتی بود، شامل ۲ ترمینال تکرارکنندهٔ مخابراتی مشابه بود که بر روی غلاف‌های راهنما در کناره‌های پرتابه نصب شده‌بودند. این آزمایش قرار بود که امکان‌پذیری و مشکلات مرتبط با استفاده از ماهواره‌ها برای اهداف مخابراتی و ارتباطی را مورد آزمایش قرار دهد. هیچ نوسانی بر روی موج حامل از بستهٔ آزمایشی شمارهٔ ۱ دریافت نشد. پیام‌های صوتی و تله تایپ در زمان حاضر، و نیز از ضبط صوت آزمایشی شمارهٔ ۲ ارسال و دریافت شدند. این ضبط صوت ۲۸ بار با محتوای تازه پر شد و در نهایت، خرابی آن به‌دلیل خالی شدن باتری‌های آن بود. گیرنده و فرستندهٔ مورد استفاده در این آزمایش به‌ترتیب در بسامد ۱۵۰ و ۱۳۲ مگاهرتز کار می‌کردند.

## مأموریت

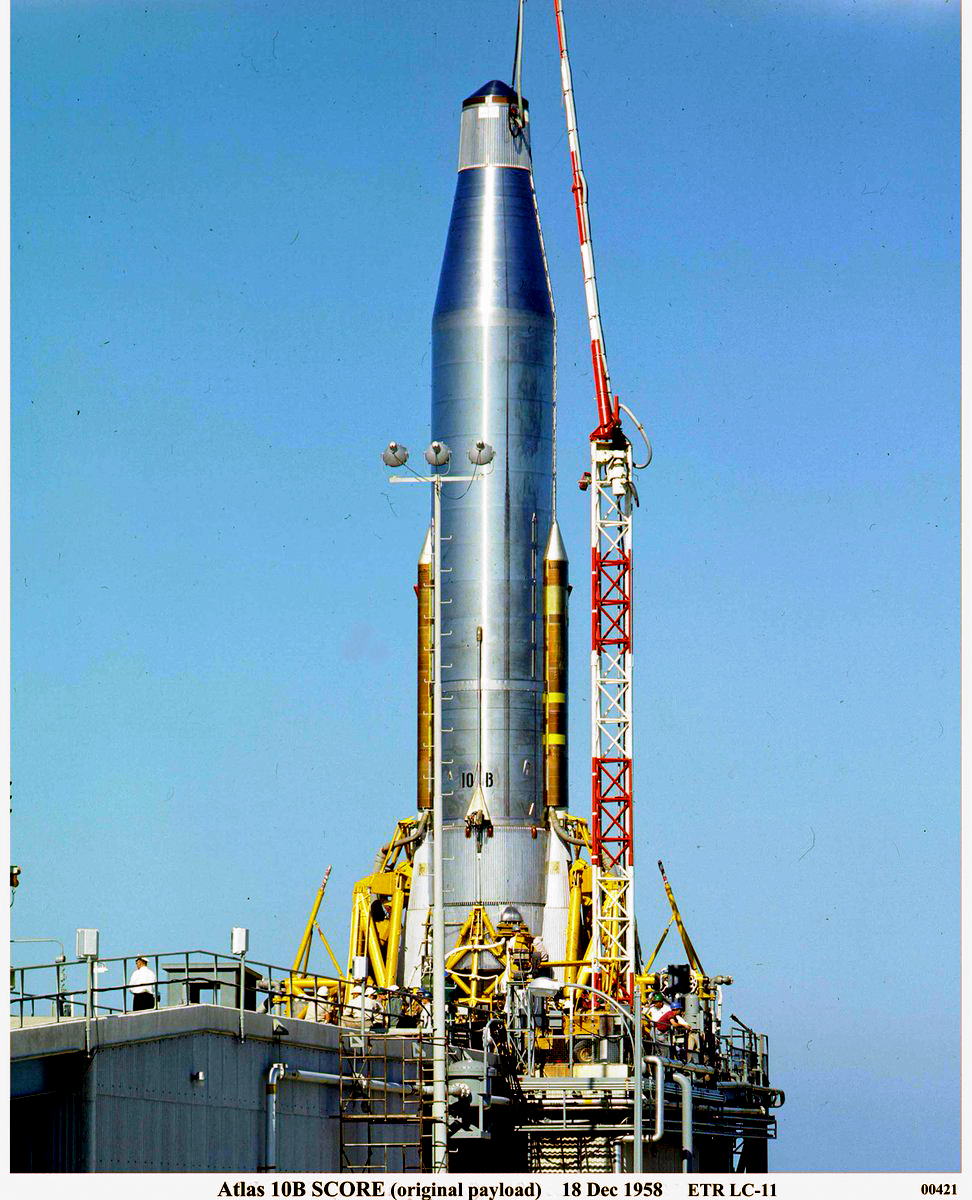
اطلس 10B سال ۱۹۵۸

وزن محمولهٔ این مأموریت ۶۸ کیلوگرم (۱۵۰ پوند) بود و در داخل غلاف‌های پسارگیر موشک اتلس ساخته و جاسازی شده‌بود. وزن ترکیبی کل بستهٔ مداری نیز برابر با ۳٬۹۸۰ کیلوگرم (۸٬۷۷۰ پوند) بود. ماهوارهٔ اسکور از مجتمع پرتاب ۱۱ در پیوست آزمایش موشک کیپ کاناورال واقع در فلوریدا به مداری با حضیض ۱۸۵ کیلومتر (۱۱۵ مایل) و اوج ۱٬۴۸۴ کیلومتر (۹۲۲ مایل) پرتاب شد و دارای انحراف مداری ۳۲٫۳° و تناوب مداری ۱۰۱٫۴ دقیقه بود. باتری‌های آن تا ۱۲ روز دوام آوردند و راکت در ۲۱ ژانویهٔ ۱۹۵۹ مجدداً وارد اتمسفر زمین شد.
تکرارکنندهٔ مخابراتی نصب‌شده بر روی موشک می‌توانست سیگنال را دریافت کند، آن را تقویت کند و سپس مجدداً آن را مخابره کند. دو مجموعهٔ اضافی از تجهیزات نیز در دماغهٔ موشک اسکور نصب شده‌بود. چهار آنتن نیز هم‌سطح با سطح موشک نصب شده‌بودند؛ دو آنتن برای مخابره و دو آنتن برای دریافت سیگنال. سایر تجهیزات اسکور شامل دو ضبط صوت، هر یک با ظرفیت چهار دقیقه می‌شد. هر یک از ایستگاه‌های زمینی مستقر در جنوب ایالات متحده می‌توانستند به ماهواره دستور ورود به حالت پخش مجدد برای مخابره کردن پیام نگهداری‌شدهٔ خود، یا دستور ورود به حالت ضبط برای دریافت و نگهداری پیامی جدید را بدهند. این افزونه‌ها زمانی ارزش خود را نشان دادند که یکی از ضبط صوت‌ها با مشکل مواجه شد و در طول مأموریت ۱۲ روزه نیز قابل استفاده نبود.
مطابق با بخشی از تاریخچهٔ رسمی آژانس پروژه‌های پژوهشی پیشرفته (ARPA), برنامهٔ پرتاب ماهوارهٔ اسکور در ابتدا برای پخش پیام صوتی ویلبر ام. براکر، وزیر ارتش ایالات متحده برنامه‌ریزی شده‌بود. هنگامی که رئیس‌جمهور از این موضوع آگاه شد، چندین ساعت پیش از پرتاب راکت، گفت که علاقه‌مند است که پیام ارسال‌شده را خودش ارائه دهد. نوار حاوی پیام او به‌صورت دستی به کیپ کاناورال برده شد، اما در آن زمان محموله قفل شده و آمادهٔ پرتاب بود. مدیر برنامهٔ آرپا تصمیم گرفت که پرتاب را به‌همراه پیام وزیر ارتش انجام دهد، سپس آن را در فضا پاک کند و پیام رئیس‌جمهور را به‌عنوان جایگزین آن بارگذاری کند. این تلاش او موفقیت‌آمیز بود و متعاقباً پیام مخابره‌شدهٔ اسکور از فضا به زمین به شرح زیر بود:
این صدای رئیس‌جمهور ایالات متحده است. به‌واسطهٔ شگفتی‌های پیشرفت علمی، صدای من از یک ماهوارهٔ در حال چرخش به‌دور زمین در فضای خارجی به گوش شما می‌رسد. پیام من یک پیام ساده است: از طریق این وسیلهٔ منحصر به فرد، آرزوی آمریکا برای صلح در زمین و حسن نیت نسبت به انسان‌ها در همه جا را به شما و همهٔ بشریت می‌رسانم.
پخش سیگنال پیام تبریک آیزنهاور نسبتاً ضعیف بود و تنها گیرنده‌های رادیویی بسیار حساس قادر به شناسایی آن بودند. بیشتر آمریکایی‌ها این پیام را به‌شکلی که مجدداً در برنامه‌های خبری تجاری پخش شد، شنیدند.: ۲۴۳ 